# Stadsvakten i Stockholm

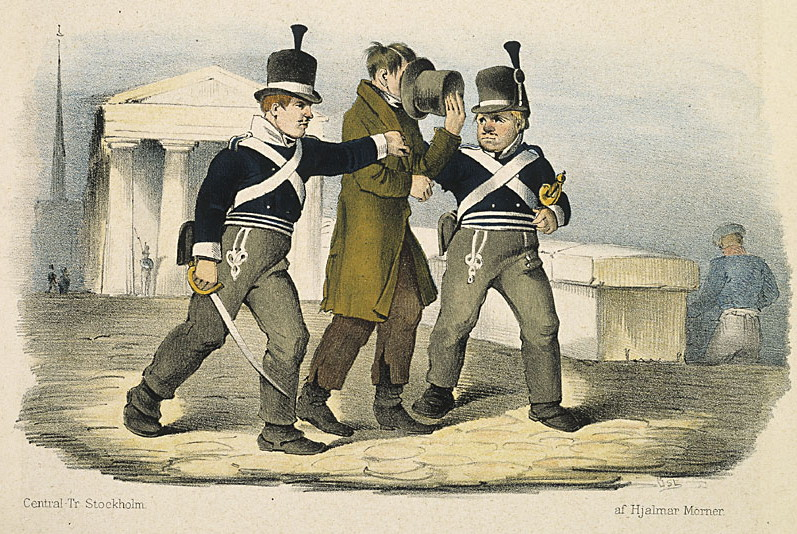
Stadsvakten i Stockholm i början av 1800-tal. Illustration av Hjalmar Mörner.

Stadsvakten i Stockholm utgjorde den kommunala ordningspolisen före det moderna polisväsendets inrättande i Stockholm 1850. Stadsvakten kallades i folkmun för "korvar", förmodligen den folketymologiska tolkningen av "corps-de-garde" .

## Medeltiden
De medeltida lokala ordningsreglerna, de så kallade burspråken, krävde att varje borgare ständigt skulle ha vapen och brandredskap i ordning, vara beredd att skydda sin stad, och skulle, efter vårdskrivarens tillsägelse, själv patrullera staden nattetid, vilket kallades "att gå burvård". För att administrera detta var staden indelad i fyra kvarter under årligen ombytta brand- och kvartermästare. 

## Tidigmodern tid
Under den medeltida stadsordningens upplösning under 1500-talet lättades gradvis upprätthållandet av dessa bestämmelser, och vid slutet av århundradet blev det nödvändigt att överlämna bevakningen åt yrkessoldater, varför en ny skatt, den så kallade "knektpengen", började krävas av borgerskapet, vars vaktskyldighet dock alltjämt kvarstod. Sålunda uppstod omkring år 1594 en särskild stadsvakt, vars första vaktlokal (corps-de-garde) byggdes 1624 utanför rådstugan vid Stortorget. Denna vakt organiserades som ett militärkompani, och kallades under 1700-talet  för stadsmilitärkompaniet. Det stod under politikollegiets inseende. Vid 1600-talets mitt utgjordes denna styrka av 70 man, vilket ökades, så att det 1761 utgjordes av 130 man under en kapten eller kompanichef, förutom övrigt befäl. 1809 reglerades styrkan till 136 man. Vaktens huvudsakliga uppgift var då att postera nio platser, eskortera fångar, utsända handräckningspatruller, avlämna kungörelserna till kyrkorna, och så vidare. Efter 1815 huserade Stadsvakten i Stockholm i Sifwertska kasernen vid Tjärhovsgatan på Södermalm. 
Stadsvakten  kallades under 1600- och 1700-talet Korvar.  Det fanns en undergren inom yrkesgruppen som kallades paltar. Uttrycket "lagoma korvar är bäst" uppges  överståthållare Carl Sparre yttrat när chefen för vaktstyrkan, fänrik Resenhoevt, begärde att rekryterna skulle vara längre.

## Militärkåren
1835 omorganiserades stadsvakten till Stockholms stads militärkår som bestod av två kompanier, där det ena fick överta det samtidigt upplösta, 1730 bildade brandvaktskompaniets nattbevakning. Militärkåren var ställd direkt under överståthållarämbetet. Vid polisverkets omorganisation 1850 indrogs nattbevakningskompaniet och 1875, i samband med inrättande av en civil brandkår, försvann den sista resten av den gamla stadsvakten.